# Archie Moore
Archie Moore, egentligen Archibald Lee Wright, född 13 december 1913 i Benoit, Mississippi, död 9 december 1998 i San Diego, Kalifornien, var en amerikansk boxare som var världsmästare i Lätt tungvikt under närmare tio år,.1952-62.
Archie Moore är en av boxningens största legender. Han innehade flera rekord, av vilka det mest kända är antalet vunna matcher på K.O. Det uppgivna antalet varierar mellan olika källor, men uppskattas vara cirka 145. The Ring Magazine rankar Moore som en av alla tiders mest hårtslående boxare.
Moores karriär tog fart sent. Han debuterade visserligen som proffs 1936, men när han erövrade lätta tungviktstiteln från Joey Maxim i en seger på poäng var han 36 år. Det hade då förflutit 16 år sedan han debuterade som proffs.
Moore höll denna titel fram till 1962 då den fråntogs honom. Under åren som lätt tungviktsmästare hade Moore också gjort två försök att erövra tungviktstiteln men han förlorade mot Rocky Marciano 1955 och mot Floyd Patterson 1956. Hösten 1962 mötte han en ung Cassius Clay, Muhammad Ali, som besegrade Moore på knockout i fjärde ronden. Han drog sig tillbaka 1963 efter 181 vinster, 24 förluster och 9 oavgjorda matcher. Archie Moore var länge den äldste boxare, som har hållit en VM-titel. Hans åldersrekord har senare överträffats av såväl George Foreman som Bernard Hopkins.

## Filmografi i urval
- 1960 – Huckleberry Finns äventyr
- 1964 – De hänsynslösa
- 1966 – Storsvindlarna
- 1973 – The Outfit
- 1975 – Mot Fort Humboldt

### Fotnoter
1. 1 2  Encyclopædia Britannica, Encyclopædia Britannica Online-ID: biography/Archie-Mooretopic/Britannica-Online, läst: 9 oktober 2017.[källa från Wikidata]
2. 1 2  Find a Grave, Find A Grave-ID: 4247, läs online, läst: 9 oktober 2017.[källa från Wikidata]
3. ↑  Moore, Archie (13 December 1913?–09 December 1998), boxer, American National Biography Online, 29 november 2017, 10.1093/ANB/9780198606697.ARTICLE.1900885, läst: 9 oktober 2017.[källa från Wikidata]
4. ↑  BoxRec, BoxRec boxar-ID: 8995, läst: 22 april 2022.[källa från Wikidata]